# Mike Randall
Michael John „Mike“ Randall (* 27. März 1962 in Cloquet, Minnesota) ist ein ehemaliger US-amerikanischer Nordischer Kombinierer.
Randall gehörte von 1982 bis 1984 der US-Nationalmannschaft der Nordischen Kombinierer an. Mit dem Ziel, sich für die Olympischen Winterspiele 1984 in Sarajevo zu qualifizieren, nahm er an zwei Weltcups teil. Dabei belegte er die Ränge 14 und 27. Beim olympischen Einzelwettkampf wurde er 28.
Randall besuchte die Cloquet High School und arbeitete als Klimatechniker.